# 安特勒 (密蘇里州)
安特勒（英語：Antler）是位於美國密蘇里州賴特縣的鬼鎮。

## 歷史
安特勒的郵局於1891年設立，其後於1907年停運。

## 地理
安特勒所處的海拔為高於海平面457米（即1499英呎），而該地所採用的時區為UTC-6，即北美中部時區（CST）。同時該地設有夏令時間，為UTC-6調快一小時，即UTC-5（CDT）。